# Khapa
Khapa è una città dell'India di 14.972 abitanti, situata nel distretto di Nagpur, nello stato federato del Maharashtra. In base al numero di abitanti la città rientra nella classe IV (da 10.000 a 19.999 persone).

## Geografia fisica
La città è situata a 20° 55' 0 N e 78° 57' 0 E e ha un'altitudine di 273 m s.l.m..

## Società

### Evoluzione demografica
Al censimento del 2001 la popolazione di Khapa assommava a 14.972 persone, delle quali 7.597 maschi e 7.375 femmine. I bambini di età inferiore o uguale ai sei anni assommavano a 1.860, dei quali 926 maschi e 934 femmine. Infine, coloro che erano in grado di saper almeno leggere e scrivere erano 10.814, dei quali 6.082 maschi e 4.732 femmine.